# Gréasque
Gréasque település Franciaországban, Bouches-du-Rhône megyében. Lakosainak száma 4469 fő (2022. január 1.). Gréasque Belcodène, Fuveau, Mimet, Peypin, Saint-Savournin és Gardanne községekkel határos.

## Népesség
A település népességének változása:
| Lakosok száma | 2309 | 2674 | 3081 | 3809 | 4059 | 4111 | 4235 | 4271 | 4281 | 4469 |
|               | 1968 | 1982 | 1990 | 2006 | 2013 | 2015 | 2017 | 2019 | 2020 | 2022 |